# Žan Mare
Žan Mare (Jean Marais; 11. decembar 1913 – 8. novembar 1998) bio je francuski glumac i dugogodišnji ljubavnik Žan Koktoа. Snimio je nekoliko filmova sa Koktom, od kojih je napoznatiji Lepotica i Zver (1946). U toku 1950-ih snimao je kostimirane filmove i uživao status zvezde u Francuskoj. Snimao je do svojih osamdesetih. Pored glume, bavio se pozorišnom režijom, pisanjem, vajanjem, slikanjem i sam je snimao kaskaderske scene. Godine 1996, odlikovan je Francuskom Legijom časti za doprinos francuskoj kinematografiji.

## Biografija
Rođen je kao Jean Alfred Villain-Marais u Šerburu, 1913. godine. Po rođenju, njegova majka, depresivna zbog smrti svoje jedine ćerke, koja se desila samo nekoliko dana ranije, odbila je da ga vidi. Otac je učestvovao u Prvom svetskom ratu, a kada se vratio kući bio je nasilan. Žanova majka ga je napustila, povevši sa sobom svoja dva sina. Žan je odrastao u Parizu, bez oca, koga će sresti tek 40 godina kasnije.
Izbačen je iz škole, jer je, da bi zabavljao svoje kolege, oblačio žensku odeću i zavodio nastavnike. Radio je kao pomoćnik u fotografskom studiju. Kasnije je upisao časove glume kod Šarla Dulina, a da bi imao novca da ih plati, glumio je u sitnim ulogama kod Dulina i Marsela Herbjea.
Godine 1937. Žan sreće Koktа, koji ga je angažovao za svoju predstavu Oedipe-Roi, čime počinje njihova višegodišnja saradnja. Skoro duplo stariji, Kokt se od prvog trenutka zaljubio u svog mladog štićenika i njihova ljubavna veza i prijateljstvo traju do Koktаоve smrti, 1963. godine.
Narednih godina Mare se pojavljivao u filmovima na kojima je radio i Kokt. U svom najpoznatijem filmu Lepotica i Zver, Kokt mu poverava tri uloge. Tim filmom Žan Mare stiče i svetsko priznanje.
Krajem 1940-ih ulazi u Komedi fransez, gde istovremeno radi kao glumac, reditelj i scenograf. Međutim, napušta pozorište zbog svađe sa upravnikom.
Godine 1949. sa Koktom snima Orphée. U toku 1950-ih odvojio se od Kokta i radio je sa poznatim rediteljima, među kojima su Lukino Viskonti, Žan Renoar, Saša Gitri.
Godine 1959. Žan je poslednji put snimao sa Koktom. U pitanju je film Le testament d'Orphée, u kome Žan Mare glumi Edipa. Mare je ostavio Kokta zbog nekog igrača. Iste godine Andre Hunebel mu predlaže da snima film Le Bossu, što označava početak nove karijere za njega. Novi filmovi koje snima manje su inteligentni od prethodnih i donose mu novu publiku. Godine 1970. dobija svoju poslednju veliku ulogu u filmu Peau d'âne.
Kada je primetio da se njegova karijera završava, povukao se u Valori, gde se bavio skulpturom. Tokom 1980-ih pojavljuje se u pozorištu i u manjim ulogama na filmu. Poslenja uloga koju je snimio bila je u Bertolučijevom filmu Stealnig Beauty (1995), a poslednju ulogu u pozorištu odigrao je 1997. u predstavi L'Arlésienne u Foli Beržeru.
Godine 1995. primio je orden Legije časti za doprinos francuskom filmu.
Napisao je nekoliko knjiga, svoje memoare, L'inconcevable Jean Cocteau – biografiju svog ljubavnika, priče i pesme.
Umro je u Kanu, 8. novembra 1998. Sahranjen je na malom groblju u Valoru, gde je proveo svoje poslednje godine. Za sobom je ostavio usvojenog sina Sergeja.

### Kasnija karijera
Njegov kasniji rad obuhvatao je Emmenez-moi au théâtre; Parking (1985) u režiji Demija; Lien de parenté (1986); Les enfants du naufrageur (1992); Dis Papa, raconte-moi là-bas (1993); Les Misérables (film iz 1995. godine), režija Klod Leluš; i Stealing Beauty (1996), u režiji Bernarda Bertolučija.
Na sceni je nastupao do svojih 80-ih, takođe radeći i kao vajar. Njegova skulptura Le passe muraille (Šetač kroz zidove) može se videti u pariskoj četvrti Monmartr.
Godine 1985, bio je na čelu žirija na 35. Berlinskom međunarodnom filmskom festivalu. On je bio predstavljen u dokumentarnom filmu Screening at the Majestic iz 1995. godine, koji je uključen u DVD izdanje obnovljene obrade Lepotica i zver iz 2003. godine. Mare se pojavljuje na omotu Smitsovog singla „This Charming Man“.

## Lični život
Mare je bio ljubavnik Žana Koktoa od 1937. do 1947. godine, njegova muza i dugogodišnji prijatelj. Nakon Koktove smrti, Mare je napisao memoare o Koktou, L'Inconcevable Jean Cocteau, pripisujući autorstvo „Kokto-Mareu”. Napisao je i autobiografiju, Histoires de ma vie, objavljenu 1975. Od 1948. do 1959. godine, njegov kompanjon je bio američki plesač Džordž Rajh. Priča se da je bio među ljubavnicima Umberta II od Italije.
Uprkos tome što je bio uglavnom homoseksualac, 1942. godine Mare se upoznao i imao dvogodišnju vezu sa glumicom Milom Pareli, sa kojom je kasnije igrao u Koktoovoj Lepotici i zveri. Oni su ostali doživotni prijatelji, a od 1976. Pareli je upravljala Mareovom grnčarskom radnjom u Parizu.
Početkom 1960-ih, Mare je usvojio mladića, Serža Ajalu, koji je na kraju uzeo ime Serž Vilin-Mare. Ovaj usvojeni sin, koji je postao pevač i glumac, izvršio je samoubistvo 2012. godine u 69. godini, nakon ostavinske parnice i napada usamljenosti i depresije.

## Filmografija
- 1933 : [18]
- 1933 :
- 1933 :
- 1934 :
- 1934 :
- 1935 :
- 1936 :
- 1936 :
- 1937 :
- 1937 :
- 1937 :
- 1941 :
- 1942 :
- 1942 :
- 1943 :
- 1943 :
- 1946 : Lepotica i Zver
- 1946 :
- 1947 :
- 1947 :
- 1948 :
- 1948 :
- 1948 :
- 1949 :
- 1950 :
- 1950 :
- 1950 :
- 1951 :
- 1952 :
- 1952 :
- 1953 :
- 1953 :
- 1953 :
- 1955 :
- 1954 :
- 1955 :
- 1955 :
- 1955 :
- 1955 :
- 1955 : -{Napoléon
- 1955 :
- 1956 :
- 1956 :
- 1957 :
- 1957 :
- 1957 :
- 1957 :
- 1957 :
- 1957 :
- 1958 :
- 1959 :
- 1960 :
- 1960 :
- 1960 :
- 1961 :
- 1961 :
- 1961 :
- 1961 :
- 1961 :
- 1961 :
- 1962 :
- 1962 :
- 1963 :
- 1964 :
- 1964 :
- 1964 :
- 1965 :
- 1965 :
- 1965 :
- 1965 :
- 1965 :
- 1966 :
- 1966 :
- 1968 :
- 1969 :
- 1969 :
- 1970 :
- 1975 :  dokumentarac
- 1976 :  dokumentarac
- 1976 :  dokumentarni film
- 1981 :
- 1982 :
- 1985 : [19][20]
- 1991 : [20][21]
- 1994 : [22][23]
- 1995 : [8][24][25]

## Spoljašnje veze
- Žan Mare na sajtu  (jezik: engleski)